# Герцог де Шаро
Герцог де Бетюн-Шаро (фр. duc de Béthune-Charost) — французский дворянский титул, принадлежавший представителям Бетюнского дома.

## История
Городок Шаро, расположенный на реке Арнон, в пяти лье от Буржа и двух лье от Иссудена, относился к бальяжу последнего. В течение нескольких столетий он принадлежал сеньорам из рода де Шаро. Ранее 1370 года владение перешло к дому де Кюлан по браку Изабели, дамы де Шаро, единственной дочери Робера де Шаро, с Эдом, бароном де Кюланом и Шатонёфом. Затем Шаро перешел во владение Вандомского дома; Пьер II де Вандом, сеньор де Сегре, был сеньором Шаро в 1404 году. После этого сеньория перешла к фамилии Браше, а затем к дому де Рошешуар по браку Изабо Браше с Жоффруа де Рошешуаром, сеньором де Бурде и д'Ивуа, принесшим за нее оммаж королю 6 июля 1462.
Рошешуары продали Шаро адмиралу Франции Филиппу Шабо за 60 тысяч ливров, а Франсуа Шабо, маркиз де Мирбо в 1608 году продал сеньорию Филиппу де Бетюну, графу де Селю. Младший сын Филиппа Луи де Бетюн получил ставший графством Шаро при разделе наследства. Жалованной грамотой Людовика XIV, данной в Версале в марте 1672 и зарегистрированной Парламентом 11 августа 1690, сеньория Шаро и земли Миландр, Фонморо, Гран- и Пти-Буа-Буассо, Ле-Пелюи и Фюблен были возведены в ранг герцогства-пэрии под названием Бетюн-Шаро для Луи де Бетюна и его сына Луи-Армана, принесшего присягу в Парламенте в день регистрации.
Людовик дал письменное обязательство зарегистрировать пожалование, текст которого приводит отец Ансельм: «Я обещаю герцогам де Шаро отцу и сыну распорядиться о верификации герцогства-пэрии, которое я им предоставил ранее, когда я буду находиться в Парламенте, в течение жизни отца или сына. Дано в Версале апреля второго дня 1672. Луи».
Титул герцога де Шаро прекратил существование в 1800 году со смертью не оставившего сыновей Армана-Жозефа де Бетюна.

## Герцоги де Бетюн-Шаро
- 1672—1681 — Луи де Бетюн-Шаро (1605—1681)
- 1681—1695 — Луи-Арман де Бетюн-Шаро (1640—1717)
- 1695—1724 — Арман де Бетюн-Шаро (1663—1747)
- 1724—1747 — Поль-Франсуа де Бетюн-Шаро (1682—1759)
- 1747—1800 — Арман-Жозеф де Бетюн-Шаро (1738—1800)